# Mesochaete taxiforme
Mesochaete taxiforme là một loài rêu trong họ Rhizogoniaceae. Loài này được (Hampe) Watts & Whitel. mô tả khoa học đầu tiên năm 1902.